# Svallesjön
Svallesjön är en sjö i Stenungsunds kommun i Bohuslän och ingår i Göta älv-Bäveåns kustområde. Sjön är 7 meter djup, har en yta på 0,076 kvadratkilometer och befinner sig 92,2 meter över havet.

## Delavrinningsområde
Svallesjön ingår i det delavrinningsområde (644056-127273) som SMHI kallar för Mynnar i Anråse å. Medelhöjden är 101 meter över havet och ytan är 7,6 kvadratkilometer. Det finns inga avrinningsområden uppströms utan avrinningsområdet är högsta punkten. Vattendraget som avvattnar avrinningsområdet har biflödesordning 2, vilket innebär att vattnet flödar genom totalt 2 vattendrag innan det når havet efter 11 kilometer. Avrinningsområdet består mestadels av skog (81 %). Avrinningsområdet har 0,22 kvadratkilometer vattenytor vilket ger det en sjöprocent på 2,9 %.